# ماركوس ليندبرغ
ماركوس ليندبرغ (بالسويدية: Marcus Lindberg)‏ (و. 1980  م) هو لاعب كرة قدم، من السويد، يلعب كمُدَافِع.

## مسيرته الكروية
لعب ماركوس ليندبرغ خلال مسيرته الاحترافية مع 4 أندية في أربعة عشر موسمًا وسجل خلالها 8 أهداف ضمن 212 مباراة. ولم يفز بأي موسم بالكأس وفاز في موسمين بالدوري.
خاض ماركوس ليندبرغ مسيرته مع نادي هلسينغبورغ في موسم 1999 ليلعب معه ستة مواسم، مشاركًا في 30 مباراة ولم يسجل أي هدف. ثم انتقل إلى Mjällby AIF ‏ في موسم 2005 واستمر معه طيلة ثلاثة مواسم، حيث شارك في 86 مباراة سجل خلالها 4 أهداف. لينتقل بعدها إلى نادي كالمار في موسم 2008 واستمر معه طيلة ثلاثة مواسم، مشاركًا في 52 مباراة سجل خلالها هدفين. ثم انتقل إلى Ängelholms FF ‏ في عامي 2011-2013 ولمدة موسمين، مشاركًا في 44 مباراة سجل خلالها هدفين أيضًا.

## روابط خارجية
- ماركوس ليندبرغ على موقع اتحاد السويد (السويدية)
- ماركوس ليندبرغ على موقع قاعدة بيانات كرة القدم.إي يو (الإنجليزية)
- ماركوس ليندبرغ على موقع ناشيونال فوتبول تيمز (الإنجليزية)
- ماركوس ليندبرغ على موقع Soccerway.com (الإنجليزية)